# Nordazepam
Nordazepam (łac. nordazepamum) –  wielofunkcyjny organiczny związek chemiczny, pochodna benzodiazepiny, metabolit diazepamu o długim okresie półtrwania i działaniu przeciwlękowym, uspokajającym i nasennym.

## Budowa i mechanizm działania
Nordazepam jest głównym metabolitem diazepamu odpowiającym za jego przedłużone działanie. Diazepam i jego aktywne metabolity, są agonistami receptora benzodiazepinowego. Aktywacja receptora prowadzi zwiększonego wiązania kwasu γ-aminomasłowego z receptorem GABA–A, co prowadzi do otwarcia kanałów chlorkowych, napływu jonów chlorkowych i poprzez hiperpolaryzację neuronu powoduje zahamowanie jego aktywności.
Nordazepam po podaniu doustnym, wchłania się dobrze i szybko, osiągając maksymalne stężnie w osoczu krwi po 1,5 godzinie. Okres półtrwania wykazuje dużą zmienność i wynosi od 30 do 150 godzin. 

## Zastosowanie
Nordazepam działa przeciwlękowo, uspakająco i nasennie, a także przeciwdrgawkowo i zmniejsza napięcie mięśniowe. 

### Wskazania rejestracyjne
- objawowe leczenie silnego i/lub upośledzającego lęku,
- zapobieganie i leczenie majaczenie alkoholowego i innych objawów odstawienia alkoholu[4].

Nordazepam nie jest dopuszczony do obrotu w Polsce (2019).